# Hans Rath (Schriftsteller)
Hans Rath (* 3. November 1965 in Straelen als Hans G. Raeth) ist ein deutscher Schriftsteller und Drehbuchautor für verschiedene Fernsehproduktionen.

## Leben
Nach dem Abitur am Friedrich-Spee-Gymnasium Geldern studierte er Philosophie, Germanistik und Psychologie in Bonn.
Nachdem er in Köln eine Kulturzeitung mitbegründet hatte, arbeitete er zehn Jahre lang im Management eines Zeitungsverlages, der Offertenblätter herausbrachte.
Seit 2004 ist er als freier Autor tätig.
Zusammen mit Edgar Rai schrieb Rath die Kriminalromane der Bullenbrüder-Reihe: Hauptfiguren sind Kriminalkommissar Holger Brinks und sein als Privatdetektiv tätiger Bruder Charlie.
Die Autoren Rath und Rai veröffentlichten außerdem unter dem Pseudonym Moritz Matthies mehrere Romane. Zu diesen zählen die Bücher einer Krimi-Reihe, in der die Erdmännchen Rufus und Ray die zentralen Charaktere sind.
Rath lebt in Berlin, ist mit der Schauspielerin Michaela Wiebusch verheiratet und hat mit ihr einen gemeinsamen Sohn.

## Werke
- Als Hans G. Raeth: Die Kunst der Beleidigung. Fackelträger Verlag, 2007, ISBN 978-3-7716-4351-5. Die Taschenbuchausgabe erschien unter den Namen „Sie Affe!“ „Du Schwein!“: Die Kunst der Beleidigung. Heyne Verlag, 2009, ISBN 978-3-4536-0099-7.[8]
- Man tut, was man kann (= Die Paul-Trilogie. Band 1). Wunderlich, Reinbek bei Hamburg 2009, ISBN 978-3-8052-0870-3. (Hörbuch, gelesen von Bjarne Mädel: Argon, Berlin, ISBN 978-3-86610-755-7.)
- Da muss man durch (= Die Paul-Trilogie. Band 2). Wunderlich, Reinbek 2010, ISBN 978-3-8052-0899-4. (Hörbuch, gelesen von Bjarne Mädel: Argon, Berlin, ISBN 978-3-8398-1010-1.)
- Zusammen mit Edgar Rai: 88 Dinge, die Sie mit Ihrem Kind gemacht haben sollten, bevor es auszieht. Rowohlt, Reinbek 2011, ISBN 978-3-499-62673-9.
- Was will man mehr (= Die Paul-Trilogie. Band 3). Wunderlich, Reinbek 2011, ISBN 978-3-8052-5012-2.
- Und Gott sprach: Wir müssen reden! (= Die Jakob-Jakobi-Bücher. Band 1). Wunderlich, Reinbek 2012, ISBN 978-3-8052-5044-3.
- Und Gott sprach: Der Teufel ist auch nur ein Mensch! (= Die Jakob-Jakobi-Bücher. Band 2). Wunderlich, Reinbek 2014, ISBN 978-3-8052-5074-0. (Ursprünglicher Titel: Manchmal ist der Teufel auch nur ein Mensch.)
- Und Gott sprach: Du musst mir helfen! (= Die Jakob-Jakobi-Bücher. Band 3). Wunderlich, Reinbek 2015, ISBN 978-3-8052-5092-4.
- Zusammen mit Hamed Abdel-Samad: Ein Araber und ein Deutscher müssen reden. Rowohlt, Reinbek bei Hamburg 2016, ISBN 978-3-499-63198-6.
- Zusammen mit Edgar Rai: Bullenbrüder. Kriminalroman. Wunderlich, Reinbek 2017, ISBN 978-3-8052-5104-4.
- Saufen nur in Zimmerlautstärke. Kindler, Reinbek 2017, ISBN 978-3-463-40696-1. (Gebundene Ausgabe)
- Halb so wild. Rowohlt, Reinbek bei Hamburg 2019, ISBN 978-3-499-29096-1. (Taschenbuch)
- Zusammen mit Edgar Rai: Bullenbrüder. Tote haben kalte Füße. Kriminalroman. Wunderlich, Reinbek 2018, ISBN 978-3-8052-5105-1.
- Zusammen mit Edgar Rai: Bullenbrüder. Tote haben keine Ferien. Kriminalroman. Wunderlich, Reinbek 2019, ISBN 978-3-8052-0040-0.

## Verfilmungen
- 2012: Mann tut was Mann kann, Regie: Marc Rothemund
- 2015: Da muss Mann durch, Regie: Thomas Lee
- 2020: Es ist zu deinem Besten, Regie: Marc Rothemund
- 2025: Trapps Sommer (Drehbuch), Regie: Rainer Kaufmann

## Theater-Aufführungen
- 2017: Und Gott sprach: Wir müssen reden! in der Komödie am Kurfürstendamm, Regie: Ute Willing[9]